# Der Drache wider Willen
Der Drache wider Willen (Originaltitel: The Reluctant Dragon, Alternativtitel: Walt Disneys Geheimnisse) ist ein Film der Walt-Disney-Studios aus dem Jahr 1941, der mehrere Trickfilmelemente mit einer Realfilm-Rahmenhandlung verbindet. Er war der zweite von acht in den 1940er Jahren entstandenen abendfüllenden Disney-Filmen, die aus mehreren Kurzgeschichten bestehen, statt eine durchgehende Handlung zu erzählen.

## Handlung
Der Film folgt dem Humoristen Robert Benchley auf einer Tour durch die Disney-Studios, wo er Walt Disney die Idee verkaufen will, aus Kenneth Grahames Geschichte Der Drache wider Willen einen Film zu machen. Auf der Tour trifft er u. a. auf den Donald-Duck-Sprecher Clarence Nash und sieht in den verschiedenen Abteilungen, wie Geschichten entwickelt werden, Zeichnungen entstehen, verfilmt und vertont werden. Als er am Ende des Films endlich auf Walt Disney persönlich trifft, hat dieser die Drachen-Geschichte bereits verfilmt.
Der Film enthält folgende Trickfilm-Segmente:
- Baby Weems: Anhand von (teilweise leicht animierten) Storyboard-Zeichnungen wird die Geschichte von einem Wunderkind erzählt, dessen Ruhm ihn von seinen Eltern entfernt, bis ihn eine schwere Krankheit wieder zu einem normalen Baby macht.
- Goofys Reitschule (How to Ride): Goofys erster Wie man …-Cartoon.
- Casey Junior: Anhand einer aus dem Film Dumbo herausgeschnittenen Szene wird gezeigt, wie die Geräusche aufgenommen werden. (Hier entsteht der Eindruck, die Filme würden nachträglich vertont. In Wirklichkeit wird jedoch der Ton aufgenommen, bevor die Zeichnungen entstehen.)
- Old MacDonald Duck: Donald Duck erklärt am Beispiel dieses Films, wie aus verschiedenen Zeichnungen eine Bewegung entsteht.
- Der Drache wider Willen (The Reluctant Dragon): Ein Gedichte schreibender Drache muss seine Wesensart ändern, um in Koexistenz mit dem Nachbardorf zu leben. Er und Sir Giles tragen Scheingefechte aus, um den Dorfbewohnern vorzumachen, dass der Drache gefährlich sei.

## Veröffentlichungen
Im deutschsprachigen Raum waren eine lange Zeit nur Teile des Gesamtfilms auf Video und DVD erhältlich. Der Drache wider Willen erschien am 29. Januar 2004 auf der DVD Zauberhafte Märchenwelt, Teil 6 und Goofys Reitschule am 25. November 2004 auf der DVD Sport, Spaß, Superstars. Zwei Szenen, in denen man Clarence Nash bei der Synchronisation von Donald sieht sowie Donald bei der Erklärung, wie man Trickfilme herstellt, finden sich als Bonus auf der am 22. Juli 2004 erschienenen DVD Walt Disney Kostbarkeiten: Donald im Wandel der Zeit 1934–1941. Zusätzlich erschien am 11. März 2010 die Sequenz Casey Junior als Bonusmaterial auf der DVD Dumbo – Zum 70. Jubiläum unter dem Titel Das Sound-Design von „Der Drache wider Willen“.
2020 wurde der komplette Film in deutscher Synchronisation auf der Streaming-Plattform Disney+ zur Verfügung gestellt. 2024 wurde er jedoch wieder entfernt.